# 中聖書院
中聖書院（英語：China Holiness College，簡稱CHC）是香港一間中學，由中華聖潔會所創立，本為幼稚園，後改為私立小學，再發展為香港首批直資中學之一。該校原址位於深水埗懷惠道，但因改建校舍而曾遷至荔景邨一間小學校舍。現已搬遷回原址，以中文作為授課語言。

## 校政管理

### 歷任校監
- 1957年至？：吳仲連 牧師（幼稚園至小學時期）[5][6]
- ？至1995年：吳恩頌 先生[7]
- 1995年至2006年：鄒振國 先生[8]
- 2006年至2013年：周文偉 先生[9]
- 2013年至2019年：李柏雄 先生[10][11]
- 2019年至2021年：何敬賢 牧師[12]
- 2021年至今：陳寶安 女士

### 歷任校長
小學
- 1958年至？：鮑覺幻 先生（日校）[13]
- 1958年至？：關禮亨 先生（夜校）[13]
- 陸挺 先生（日校）[14]
- 黃吳讚頌 女士（日校）[6]

中學
- 1976年至1978年：吳讚頌 女士[15]
- 1978年至1981年：蔣發昌 先生[15]
- 1981年至1984年：李柏雄 先生[11][15]
- 1984年至1990年：劉兆瑛 先生[16][17]
- 1990年至1995年：馮瑞興 先生[15][18][註 1]
- 1995年至1996年：郭鴻德 先生[15]
- 1996年至2001年：林銘棠 先生[15]
- 2001年至2007年：梁炳華 先生[19]
- 2007年至2020年：曹美娟 女士[20]
- 2020年至今：陳惠華女士

### 歷任副校長
- 羅瑞蘭 女士[17][21]

## 學校歷史

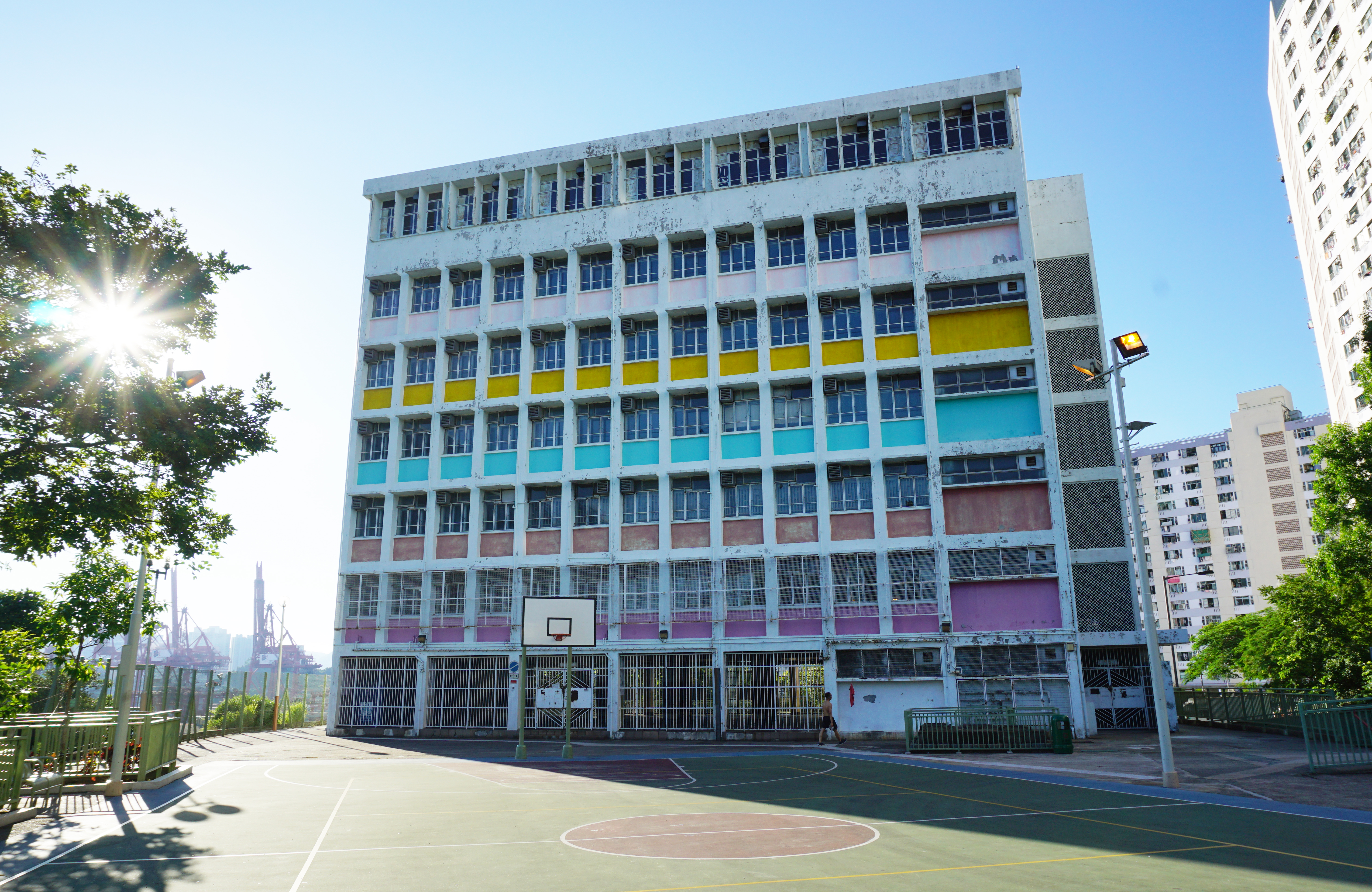
中聖書院在荔景邨的暫借校舍

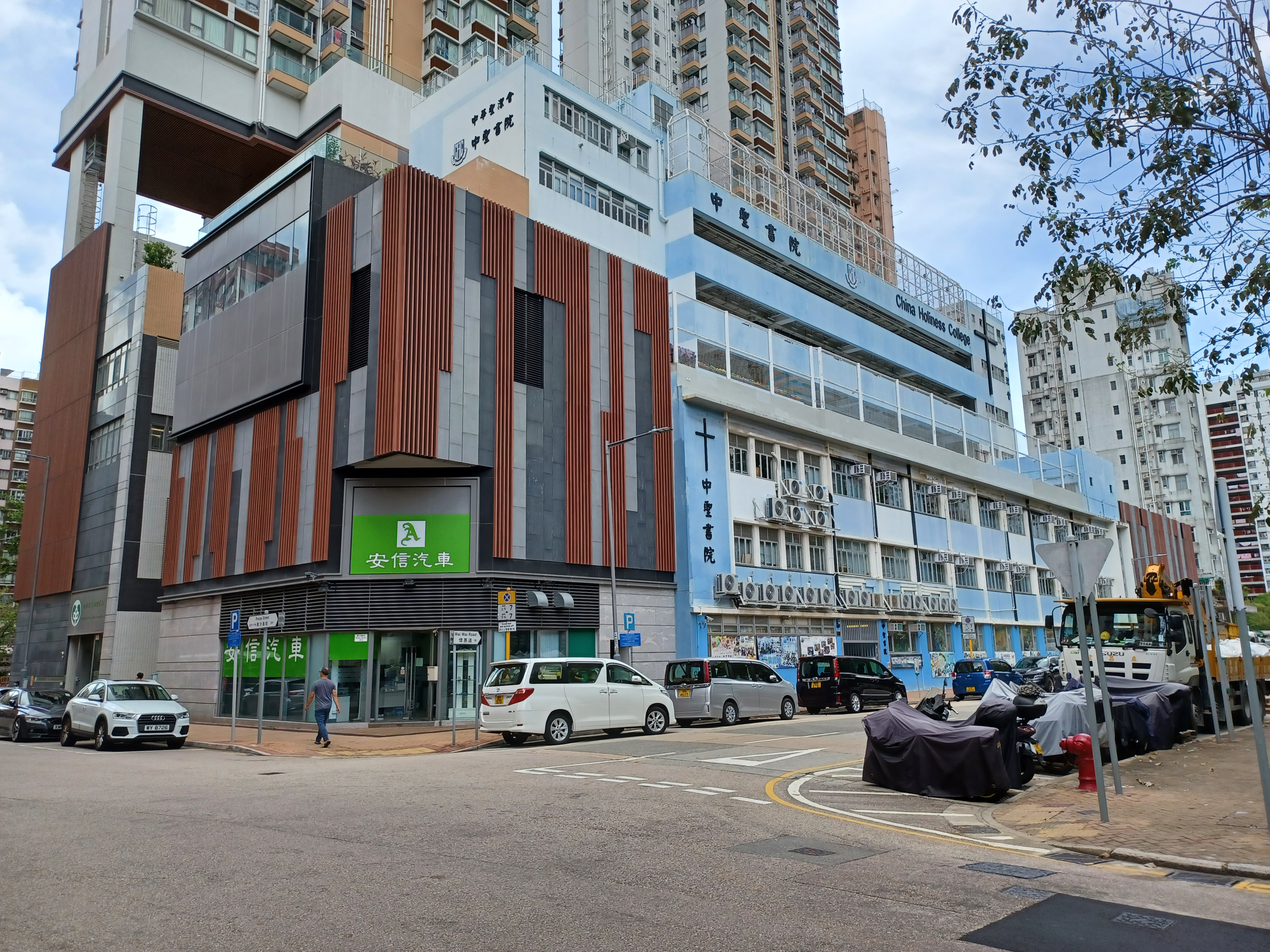
中聖書院的校舍外觀

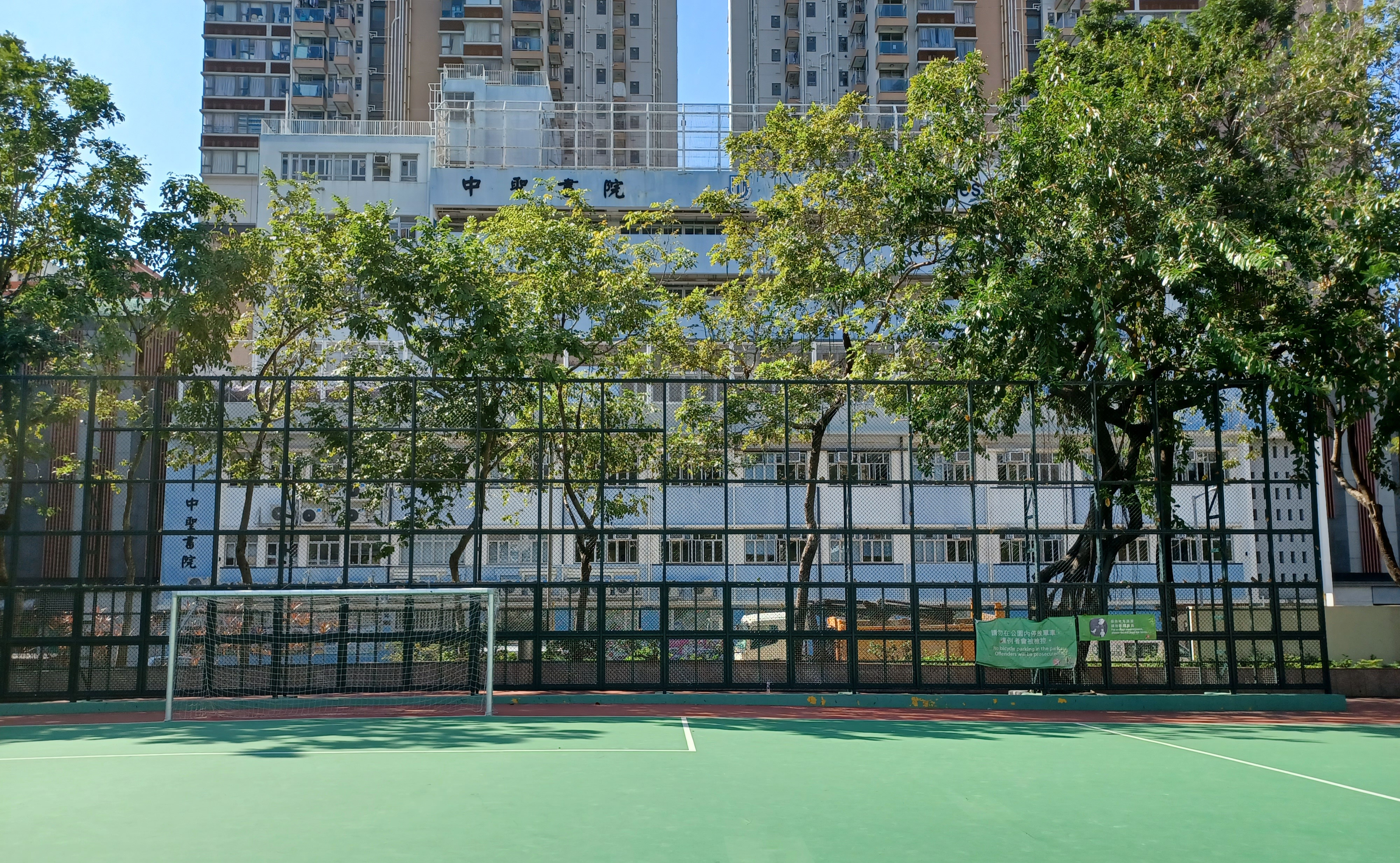
中聖書院的校舍

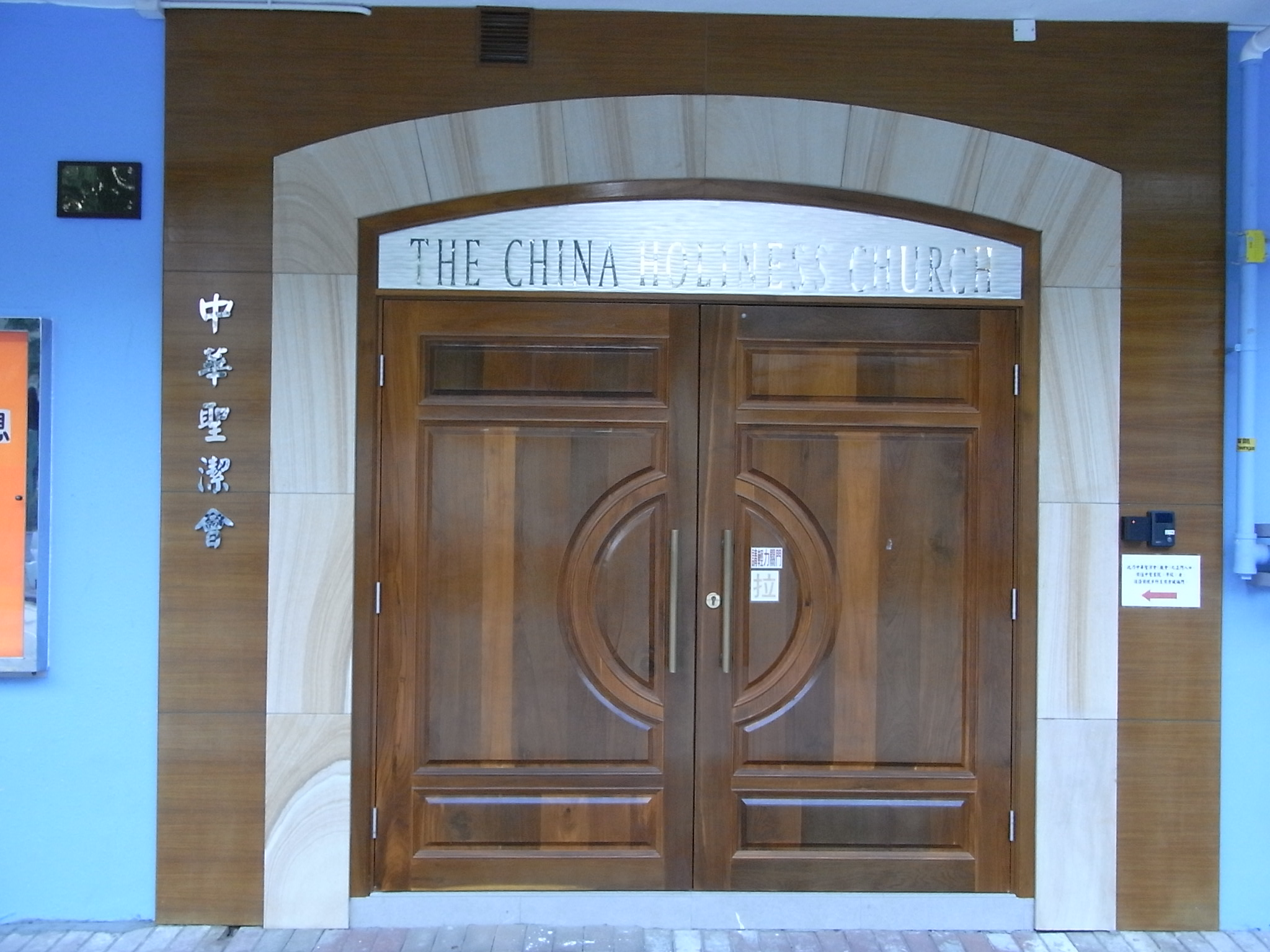
中華聖潔會

在1950年，中華聖潔會向政府申請在深水埗懷惠道撥出土地建立會堂和辦學學校。獲得批准後便在1956年至1957年動工；過程耗資40萬元建築費，由商人陳湛波捐出15萬元（佔建築費三分之一）作為資助。而學校命名為「中聖學校」。學校於1957年創辦時為一所幼稚園，由時任助理教育司唐露曉主持校舍啟用禮。及後改為私立小學。直至1975年因社區需求而改建為中學，並於同年舉行奠基禮，翌年啟用。學校在1976年至1990年間以私立學校方式辦學。1990年成為其中一所當時的買位中學，1998年正式轉為直資中學，同時獲准開辦中六預科商科班。
由於校舍設施不足，且不符合公營中學的設計標準。所以校方在2000年代初向教育局申請設施改善工程撥款。其舊址原宣佈於2006年初建成，因地基問題延誤，最後新校舍於2008年中建成，並於2009年1月正式啟用。新校舍樓高7層，新建設施包括語言學習室、多媒體學習室、有蓋操場、小農圃、視覺藝術室、多用途室（作話劇、舞蹈等用途）、生物實驗室、化學實驗室、綜合科學實驗室、籃球場、圖書館和音樂室等等。而進行改善工程期間一度自2003年12月起借用荔景邨前慕光荔景小學校舍上課。
中聖書院於2011年成立法團校董會，其中一至中三級另設戲劇教育科及音樂科。此外，學校亦是香港少數未有開設經濟科的文法中學。現時校址位於九龍深水埗懷惠道18號。新高中課程實施後，班級結構將更改為中一至中六各三班。中聖書院與廣州市番禺區石碁中學結為姊妹學校。在2017年，該校曾有一名男教師涉嫌非禮兩名女學生而離職。

## 校友
中聖書院於2009年9月成立校友會。